# Bortanj
Bortanj (Bartanj) je bila tvrđava u Bačkoj.
Nalazila se blizu starog grada Bodroga. Kad je Bodrog doslovno razoren 1241. za najezde Mongola u Europu, kao i sva naselja u Bačkoj, iduće 1242. godine u blizini Bodroga sagrađena je ova tvrđava, u današnjoj šumi Kozara. Povijesni izvori iz 14. stoljeća bilježe i Bodrog i Bartanj. Spominju ga isprave kao kralja Ludovika I. castrum. Kroz povijest mijenjao je feudalce kojima je pripadao. 
Od Bortanja su ostale samo ruševine na uzvisini nedaleko od današnjeg naselja Monoštora. Obrasle su brezama. Uzvišica je okružena opkopom.